# Фаустовский сельсовет
Фаустовский сельсовет — упразднённая административно-территориальная единица, существовавшая на территории Московской губернии и Московской области до 1929 и 1934—1958 годах.
Фаустовский сельсовет был образован в первые годы советской власти. По данным 1919 года он входил в состав Михалевской волости Бронницкого уезда Московской губернии.
По данным 1926 года в состав сельсовета входили село Фаустово, посёлок Фаустово, казармы № 16 и № 17, шлюз Фаустово, дача Фаустовский обход, будки 69 и 70 километров Московско-Казанской железной дороги.
В 1929 году Фаустовский с/с был упразднён, а его территория присоединена к Золотовскому с/с.
19 января 1934 года Фаустовский с/с был восстановлен в составе Виноградовского района Московской области путём выделения из Золотовского с/с.
17 июля 1939 года к Фаустовскому с/с был присоединён Золотовский с/с (селение Золотово).
7 декабря 1957 года Виноградовский район был упразднён и Фаустовский с/с вошёл в состав Воскресенского района.
27 августа 1958 года Фаустовский с/с был упразднён. При этом его территория была передана в Виноградовский с/с.